# Grevillea infundibularis
Grevillea infundibularis är en tvåhjärtbladig växtart som beskrevs av Edward George. Grevillea infundibularis ingår i släktet Grevillea och familjen Proteaceae. Inga underarter finns listade i Catalogue of Life.